# Cotagaita
Cotagaita è un comune (municipio in spagnolo) della Bolivia nella provincia di Nor Chichas (dipartimento di Potosí) con 23.621 abitanti (dato 2010).

## Cantoni
Il comune è suddiviso in 19 cantoni.
- Carlos Medinacelli
- Cerro Colorado
- Chati
- Cornaca
- Cotagaita
- El Manzanal
- La Carreta
- Laytapi
- Pampa Grande
- Quechisla
- Mormorque
- Ramadas
- Río Blanco
- Sagrario
- Toropalca
- Tumusla
- Valle Hermoso
- Vichacla
- Villa Concepcion